# NGC 3970
NGC 3970 ist eine linsenförmige Galaxie vom Hubble-Typ S0 im Sternbild Becher. Sie ist schätzungsweise 250 Millionen Lichtjahre von der Milchstraße entfernt.
Das Objekt wurde am 9. März 1828 von John Herschel entdeckt.